# Тиквешко благотворително братство
Тиквешкото благотворително братство „Даскал Камче“ е патриотична и благотворителна обществена организация на македонски българи от района на Тиквеш, съществувала в българската столица София до средата на XX век.

## История
На Учредителния събор на македонските бежански братства от ноември 1918 година делегати от Тиквешкото братство са Никола Ризов и Методи Поппандов.
Делегати от братството на обединителния конгрес на СМЕО и МФРО от януари 1923 година са Григорий Попдимитров, Георги Чейков, Христо Попантов и М. Анастасов.
На 30 ноември 1924 година братството в София се кръщава „Даскал Камче“. Официално братството е основано на 26 декември 1926 година от 38 учредители.
| Номер | Име                    | Номер | Име                  |
| ----- | ---------------------- | ----- | -------------------- |
| 1     | Иконом Гр. П. Демитров | 19    | Петър Станоев        |
| 2     | Георги Кр. Чейков      | 20    | Никола Терзиев       |
| 3     | Тодор Камчев           | 21    | Христо Петров        |
| 4     | Никола п. Михайлов     | 22    | Ал. Ив. Михайлов     |
| 5     | Христо А. Белопитов    | 23    | Методи Мешков        |
| 6     | Коста Гр. Шишков       | 24    | Трайчо Захариев      |
| 7     | Иван П. Минчев         | 25    | Иван Минчев          |
| 8     | Александър Д. Илиев    | 26    | Трайко Темков        |
| 9     | Георги Сп. Бойков      | 27    | Игнат Григоров       |
| 10    | Глигор Кимов           | 28    | Александър Куюмджиев |
| 11    | Ст. Петров             | 29    | Тодор Куюмджиев      |
| 12    | Тодор Куюмджиев        | 30    | Д. Бряпиндов         |
| 13    | Атанас Калчев          | 31    | Илия Захариев        |
| 14    | Илия Ставров           | 32    | Н. Л. Малинов        |
| 15    | Симеон Мукаетов        | 33    | А. Ризов             |
| 16    | А. Т. Илиев            | 34    | Иван Димитров        |
| 17    | Недо Иванов            | 35    | Г. Бояджиев          |
| 18    | Христо Костов          | 36    | П. Петров            |

На общо събрание от 10 януари 1926 година братствотото избира настоятелство в състав иконом Григорий Попдимитров - председател, Георги Чейков - подпредседател, Тодор Камчев - секретар, Христо Михайловски и Христо Белонишов - съветници..
На 25 февруари 1927 година Тодор Камчев инициира създаването официалното приемане на устава на Тиквешкото македонско благотворително братство.
През септември 1934 година протестен протокол срещу Деветнадесетомайския преврат от името на дружеството е подписан от Тодор Камчев. В 1933 година Христо Попантов е избран в ръководството на Тиквешкото братство. В управителното тяло през 1936 година влизат Владимир Илиев Кюркчиев, Христо Иванов Михайловски, Илия Анастасов Кюркчиев, Петър Станоев Абаджиев, Иконом Григорий Попдимитров, Темко Ив. Темко и Димитър П. Пандов. В 1938 година в настоятелството са Христо Попангелов Попантов (председател), Александър Прекодолов (подпредседател), Илия Анастасов Кюркчиев (секретар), Темко Иванов Темков (касиер), Кирил Бончев Минчев, Васил Коцев Сеизов и Пано Христов Поппандов са членове. В контролната комисия влизат Лазар Мишев Боцев и Александър Димчев Илиев.
В 1941 година Христо Попантов е негов председател.